# Caiabu (kommun)
Caiabu är en kommun i Brasilien.   Den ligger i delstaten São Paulo, i den södra delen av landet, 800 km sydväst om huvudstaden Brasília. Antalet invånare är 4 072.
Följande samhällen finns i Caiabu:
- Caiabu

Omgivningarna runt Caiabu är huvudsakligen savann. Runt Caiabu är det glesbefolkat, med 8 invånare per kvadratkilometer.